# Vízilabda az 1980. évi nyári olimpiai játékokon
Az 1980. évi nyári olimpiai játékokon a vízilabda-torna az újkori olimpiák történetében tizennyolcadszor került a hivatalos programba. A tornát július 20. és 29. között rendezték. csak férfi torna volt, melyen 12 nemzet csapata vett részt. A címvédő a magyar válogatott volt, a tornát a szovjet csapat nyerte. A magyar válogatott bronzérmet szerzett.

## Éremtáblázat
(A rendező ország és Magyarország csapata eltérő háttérszínnel, az egyes számoszlopok legmagasabb értéke, vagy értékei vastagítással kiemelve.)
| Az 1980. évi nyári olimpiai játékok éremtáblázata vízilabdában | Az 1980. évi nyári olimpiai játékok éremtáblázata vízilabdában | Az 1980. évi nyári olimpiai játékok éremtáblázata vízilabdában | Az 1980. évi nyári olimpiai játékok éremtáblázata vízilabdában | Az 1980. évi nyári olimpiai játékok éremtáblázata vízilabdában | Olimpia  |
| -------------------------------------------------------------- | -------------------------------------------------------------- | -------------------------------------------------------------- | -------------------------------------------------------------- | -------------------------------------------------------------- | -------- |
|                                                                | Ország                                                         | Arany                                                          | Ezüst                                                          | Bronz                                                          | Összesen |
| 1.                                                             | Szovjetunió (URS)                                              | 1                                                              | 0                                                              | 0                                                              | 1        |
| 2.                                                             | Jugoszlávia (YUG)                                              | 0                                                              | 1                                                              | 0                                                              | 1        |
| 3.                                                             | Magyarország (HUN)                                             | 0                                                              | 0                                                              | 1                                                              | 1        |
|                                                                |                                                                |                                                                |                                                                |                                                                |          |
| Összesen                                                       | Összesen                                                       | 1                                                              | 1                                                              | 1                                                              | 3        |

## Érmesek
| Az 1980. évi nyári olimpiai játékok érmesei vízilabdában | Az 1980. évi nyári olimpiai játékok érmesei vízilabdában | Az 1980. évi nyári olimpiai játékok érmesei vízilabdában | Az 1980. évi nyári olimpiai játékok érmesei vízilabdában |
| Arany | Ezüst | Bronz |                                                          |
| Szovjetunió (URS) | Jugoszlávia (YUG) | Magyarország (HUN) |                                                          |
| --- | --- | --- | -------------------------------------------------------- |
| Jevgenyij Saranov Szergej Kotyenko Vlagyimir Akimov Jevgenyij Grisin Mait Riisman Alekszandr Kabanov Alekszej Barkalov Jerkin Sagajev Georgij Msvenyieradze Mihail Ivanov Vjacseszlav Szobcsenko | Luko Vezilić Zoran Gopčević Damir Polić Ratko Rudić Zoran Mustur Zoran Roje Milivoj Bebić Slobodan Trifunović Boško Lozica Predrag Manojlović Milorad Krivokapić | Csapó Gábor Faragó Tamás Gerendás György Hauszler Károly Horkai György Kiss István Kuncz László Molnár Endre Sudár Attila ifj. Szívós István Udvardi István |                                                          |

## Lebonyolítás
A csapatokat 3 darab 4 csapatból álló csoportba sorsolták. A csoporton belül körmérkőzések döntötték el a csoportok végeredményét. A csoportmérkőzések után az első két helyezett jutott az döntő csoportkörbe, a harmadik és negyedik helyezett a 7–12. helyért játszhatott egy újabb csoportban. A helyezésekért zajló csoportkörökben újabb körmérkőzések döntöttek a végső helyezésekről.

## Csoportkör
| Színmagyarázat                                                             |
| -------------------------------------------------------------------------- |
| A csoportok első két helyezettje bejutott a döntő csoportkörbe.            |
| A csoportok harmadik és negyedik helyezettjei a 7–12. helyért játszhattak. |

### A csoport
| Csapat             | M | Gy | D | V | G+ | G– | Gk | P |
| ------------------ | - | -- | - | - | -- | -- | -- | - |
| Magyarország (HUN) | 3 | 2  | 1 | 0 | 19 | 14 | +5 | 5 |
| Hollandia (NED)    | 3 | 2  | 0 | 1 | 16 | 15 | +1 | 4 |
| Románia (ROU)      | 3 | 1  | 1 | 1 | 15 | 15 | 0  | 3 |
| Görögország (GRE)  | 3 | 0  | 0 | 3 | 16 | 22 | –6 | 0 |

| 1980. július 20. 11:00 | Magyarország (HUN)   | 6–6 | Románia (ROU) |  |
| 1980. július 20. 11:00 | (2–2, 1–0, 1–3, 2–1) |     |               |  |
| 1980. július 20. 11:00 |                      |     |               |  |

| 1980. július 20. 16:00 | Görögország (GRE)    | 7–8 | Hollandia (NED) |  |
| 1980. július 20. 16:00 | (1–1, 3–1, 2–2, 1–4) |     |                 |  |
| 1980. július 20. 16:00 |                      |     |                 |  |

| 1980. július 21. 11:00 | Magyarország (HUN)   | 5–3 | Hollandia (NED) |  |
| 1980. július 21. 11:00 | (2–1, 2–0, 1–1, 0–1) |     |                 |  |
| 1980. július 21. 11:00 |                      |     |                 |  |

| 1980. július 21. 16:00 | Görögország (GRE)    | 4–6 | Románia (ROU) |  |
| 1980. július 21. 16:00 | (1–0, 0–2, 2–3, 1–1) |     |               |  |
| 1980. július 21. 16:00 |                      |     |               |  |

| 1980. július 22. 11:00 | Magyarország (HUN)   | 8–5 | Görögország (GRE) |  |
| 1980. július 22. 11:00 | (1–0, 2–3, 3–0, 2–2) |     |                   |  |
| 1980. július 22. 11:00 |                      |     |                   |  |

| 1980. július 22. 16:00 | Románia (ROU)        | 3–5 | Hollandia (NED) |  |
| 1980. július 22. 16:00 | (1–2, 2–1, 0–1, 0–1) |     |                 |  |
| 1980. július 22. 16:00 |                      |     |                 |  |

### B csoport
| Csapat              | M | Gy | D | V | G+ | G– | Gk  | P |
| ------------------- | - | -- | - | - | -- | -- | --- | - |
| Szovjetunió (URS)   | 3 | 3  | 0 | 0 | 24 | 10 | +14 | 6 |
| Spanyolország (ESP) | 3 | 2  | 0 | 1 | 15 | 11 | +4  | 4 |
| Olaszország (ITA)   | 3 | 0  | 1 | 2 | 14 | 17 | –3  | 1 |
| Svédország (SWE)    | 3 | 0  | 1 | 2 | 8  | 23 | –15 | 1 |

| 1980. július 20. 12:00 | Svédország (SWE)     | 3–7 | Spanyolország (ESP) |  |
| 1980. július 20. 12:00 | (0–2, 1–1, 0–0, 2–4) |     |                     |  |
| 1980. július 20. 12:00 |                      |     |                     |  |

| 1980. július 20. 17:00 | Szovjetunió (URS)    | 8–6 | Olaszország (ITA) |  |
| 1980. július 20. 17:00 | (4–3, 1–1, 1–2, 2–0) |     |                   |  |
| 1980. július 20. 17:00 |                      |     |                   |  |

| 1980. július 21. 12:00 | Svédország (SWE)     | 4–4 | Olaszország (ITA) |  |
| 1980. július 21. 12:00 | (2–1, 2–1, 0–1, 0–1) |     |                   |  |
| 1980. július 21. 12:00 |                      |     |                   |  |

| 1980. július 21. 17:00 | Szovjetunió (URS)    | 4–3 | Spanyolország (ESP) |  |
| 1980. július 21. 17:00 | (0–1, 2–0, 0–1, 2–1) |     |                     |  |
| 1980. július 21. 17:00 |                      |     |                     |  |

| 1980. július 22. 12:00 | Svédország (SWE)     | 1–12 | Szovjetunió (URS) |  |
| 1980. július 22. 12:00 | (0–3, 1–2, 0–4, 0–3) |      |                   |  |
| 1980. július 22. 12:00 |                      |      |                   |  |

| 1980. július 22. 17:00 | Spanyolország (ESP)  | 5–4 | Olaszország (ITA) |  |
| 1980. július 22. 17:00 | (1–1, 2–0, 0–1, 2–2) |     |                   |  |
| 1980. július 22. 17:00 |                      |     |                   |  |

### C csoport
| Csapat            | M | Gy | D | V | G+ | G– | Gk  | P |
| ----------------- | - | -- | - | - | -- | -- | --- | - |
| Jugoszlávia (YUG) | 3 | 2  | 1 | 0 | 24 | 10 | +14 | 5 |
| Kuba (CUB)        | 3 | 2  | 1 | 0 | 19 | 11 | +8  | 5 |
| Ausztrália (AUS)  | 3 | 1  | 0 | 2 | 15 | 20 | –5  | 2 |
| Bulgária (BUL)    | 3 | 0  | 0 | 3 | 8  | 25 | –17 | 0 |

| 1980. július 20. 13:00 | Jugoszlávia (YUG)    | 6–6 | Kuba (CUB) |  |
| 1980. július 20. 13:00 | (2–4, 1–1, 1–0, 2–1) |     |            |  |
| 1980. július 20. 13:00 |                      |     |            |  |

| 1980. július 20. 17:00 | Ausztrália (AUS)     | 9–5 | Bulgária (BUL) |  |
| 1980. július 20. 17:00 | (1–0, 3–0, 2–3, 3–2) |     |                |  |
| 1980. július 20. 17:00 |                      |     |                |  |

| 1980. július 21. 13:00 | Jugoszlávia (YUG)    | 9–2 | Bulgária (BUL) |  |
| 1980. július 21. 13:00 | (1–1, 2–0, 2–1, 4–0) |     |                |  |
| 1980. július 21. 13:00 |                      |     |                |  |

| 1980. július 21. 17:00 | Ausztrália (AUS)     | 4–6 | Kuba (CUB) |  |
| 1980. július 21. 17:00 | (1–2, 2–1, 1–1, 0–2) |     |            |  |
| 1980. július 21. 17:00 |                      |     |            |  |

| 1980. július 22. 13:00 | Jugoszlávia (YUG)    | 9–2 | Ausztrália (AUS) |  |
| 1980. július 22. 13:00 | (0–0, 3–0, 2–1, 4–1) |     |                  |  |
| 1980. július 22. 13:00 |                      |     |                  |  |

| 1980. július 22. 17:00 | Kuba (CUB)           | 7–1 | Bulgária (BUL) |  |
| 1980. július 22. 17:00 | (0–0, 2–0, 2–1, 3–0) |     |                |  |
| 1980. július 22. 17:00 |                      |     |                |  |

## Rájátszás

### 7–12. helyért
| 1980. július 24. 11:00 | Románia (ROU)        | 3–5 | Olaszország (ITA) |  |
| 1980. július 24. 11:00 | (1–1, 1–1, 1–1, 0–2) |     |                   |  |
| 1980. július 24. 11:00 |                      |     |                   |  |

| 1980. július 24. 12:00 | Görögország (GRE)    | 9–5 | Svédország (SWE) |  |
| 1980. július 24. 12:00 | (1–3, 4–0, 3–2, 1–0) |     |                  |  |
| 1980. július 24. 12:00 |                      |     |                  |  |

| 1980. július 24. 13:00 | Ausztrália (AUS)     | 8–5 | Bulgária (BUL) |  |
| 1980. július 24. 13:00 | (3–1, 2–2, 1–1, 2–1) |     |                |  |
| 1980. július 24. 13:00 |                      |     |                |  |

| 1980. július 25. 11:00 | Románia (ROU)        | 4–4 | Ausztrália (AUS) |  |
| 1980. július 25. 11:00 | (0–0, 0–1, 2–1, 2–2) |     |                  |  |
| 1980. július 25. 11:00 |                      |     |                  |  |

| 1980. július 25. 12:00 | Görögország (GRE)    | 6–4 | Bulgária (BUL) |  |
| 1980. július 25. 12:00 | (0–1, 2–1, 2–1, 2–1) |     |                |  |
| 1980. július 25. 12:00 |                      |     |                |  |

| 1980. július 25. 13:00 | Olaszország (ITA)    | 8–3 | Svédország (SWE) |  |
| 1980. július 25. 13:00 | (3–1, 3–1, 0–0, 2–1) |     |                  |  |
| 1980. július 25. 13:00 |                      |     |                  |  |

| 1980. július 26. 11:00 | Románia (ROU)        | 8–3 | Svédország (SWE) |  |
| 1980. július 26. 11:00 | (1–1, 2–1, 1–1, 4–0) |     |                  |  |
| 1980. július 26. 11:00 |                      |     |                  |  |

| 1980. július 26. 12:00 | Görögország (GRE)    | 2–4 | Ausztrália (AUS) |  |
| 1980. július 26. 12:00 | (1–1, 0–1, 1–1, 0–1) |     |                  |  |
| 1980. július 26. 12:00 |                      |     |                  |  |

| 1980. július 26. 13:00 | Olaszország (ITA)    | 5–4 | Bulgária (BUL) |  |
| 1980. július 26. 13:00 | (0–2, 2–0, 1–0, 2–2) |     |                |  |
| 1980. július 26. 13:00 |                      |     |                |  |

| 1980. július 28. 11:00 | Románia (ROU)        | 10–6 | Bulgária (BUL) |  |
| 1980. július 28. 11:00 | (0–0, 5–2, 2–1, 3–3) |      |                |  |
| 1980. július 28. 11:00 |                      |      |                |  |

| 1980. július 28. 12:00 | Görögország (GRE)    | 3–4 | Olaszország (ITA) |  |
| 1980. július 28. 12:00 | (1–1, 0–2, 2–0, 0–1) |     |                   |  |
| 1980. július 28. 12:00 |                      |     |                   |  |

| 1980. július 28. 13:00 | Svédország (SWE)     | 4–9 | Ausztrália (AUS) |  |
| 1980. július 28. 13:00 | (1–2, 2–2, 0–2, 1–3) |     |                  |  |
| 1980. július 28. 13:00 |                      |     |                  |  |

| 1980. július 29. 11:00 | Románia (ROU)        | 11–8 | Görögország (GRE) |  |
| 1980. július 29. 11:00 | (3–2, 3–2, 2–2, 3–2) |      |                   |  |
| 1980. július 29. 11:00 |                      |      |                   |  |

| 1980. július 29. 12:00 | Olaszország (ITA)    | 4–5 | Ausztrália (AUS) |  |
| 1980. július 29. 12:00 | (1–1, 1–2, 1–1, 1–1) |     |                  |  |
| 1980. július 29. 12:00 |                      |     |                  |  |

| 1980. július 29. 13:00 | Svédország (SWE)     | 8–6 | Bulgária (BUL) |  |
| 1980. július 29. 13:00 | (0–2, 3–1, 1–0, 4–3) |     |                |  |
| 1980. július 29. 13:00 |                      |     |                |  |

Végeredmény
| Csapat            | M | Gy | D | V | G+ | G– | Gk  | P |
| ----------------- | - | -- | - | - | -- | -- | --- | - |
| Ausztrália (AUS)  | 5 | 4  | 1 | 0 | 30 | 19 | +11 | 9 |
| Olaszország (ITA) | 5 | 4  | 0 | 1 | 26 | 18 | +8  | 8 |
| Románia (ROU)     | 5 | 3  | 1 | 1 | 36 | 26 | +10 | 7 |
| Görögország (GRE) | 5 | 2  | 0 | 3 | 28 | 28 | 0   | 4 |
| Svédország (SWE)  | 5 | 1  | 0 | 4 | 23 | 40 | –17 | 2 |
| Bulgária (BUL)    | 5 | 0  | 0 | 5 | 25 | 37 | –12 | 0 |

### Döntő csoportkör
| 1980. július 24. 16:00 | Magyarország (HUN)   | 4–5 | Szovjetunió (URS) |  |
| 1980. július 24. 16:00 | (2–2, 1–1, 1–2, 0–0) |     |                   |  |
| 1980. július 24. 16:00 |                      |     |                   |  |

| 1980. július 24. 17:00 | Hollandia (NED)      | 5–6 | Spanyolország (ESP) |  |
| 1980. július 24. 17:00 | (1–2, 1–2, 3–1, 0–1) |     |                     |  |
| 1980. július 24. 17:00 |                      |     |                     |  |

| 1980. július 24. 18:00 | Jugoszlávia (YUG)    | 7–7 | Kuba (CUB) |  |
| 1980. július 24. 18:00 | (1–1, 4–3, 1–1, 1–2) |     |            |  |
| 1980. július 24. 18:00 |                      |     |            |  |

| 1980. július 25. 16:00 | Magyarország (HUN)   | 7–8 | Jugoszlávia (YUG) |  |
| 1980. július 25. 16:00 | (2–3, 2–2, 0–1, 3–2) |     |                   |  |
| 1980. július 25. 16:00 |                      |     |                   |  |

| 1980. július 25. 17:00 | Hollandia (NED)      | 7–7 | Kuba (CUB) |  |
| 1980. július 25. 17:00 | (3–1, 2–2, 0–2, 2–2) |     |            |  |
| 1980. július 25. 17:00 |                      |     |            |  |

| 1980. július 25. 18:00 | Szovjetunió (URS)    | 6–2 | Spanyolország (ESP) |  |
| 1980. július 25. 18:00 | (1–0, 1–1, 3–1, 1–0) |     |                     |  |
| 1980. július 25. 18:00 |                      |     |                     |  |

| 1980. július 26. 16:00 | Magyarország (HUN)   | 6–5 | Spanyolország (ESP) |  |
| 1980. július 26. 16:00 | (1–1, 2–0, 2–3, 1–1) |     |                     |  |
| 1980. július 26. 16:00 |                      |     |                     |  |

| 1980. július 26. 17:00 | Hollandia (NED)      | 4–5 | Jugoszlávia (YUG) |  |
| 1980. július 26. 17:00 | (0–1, 1–1, 0–2, 3–1) |     |                   |  |
| 1980. július 26. 17:00 |                      |     |                   |  |

| 1980. július 26. 18:00 | Szovjetunió (URS)    | 8–5 | Kuba (CUB) |  |
| 1980. július 26. 18:00 | (1–1, 1–1, 3–1, 3–2) |     |            |  |
| 1980. július 26. 18:00 |                      |     |            |  |

| 1980. július 28. 16:00 | Magyarország (HUN)   | 7–5 | Kuba (CUB) |  |
| 1980. július 28. 16:00 | (1–1, 1–3, 2–0, 3–1) |     |            |  |
| 1980. július 28. 16:00 |                      |     |            |  |

| 1980. július 28. 17:00 | Hollandia (NED)      | 3–7 | Szovjetunió (URS) |  |
| 1980. július 28. 17:00 | (0–1, 1–1, 1–3, 1–2) |     |                   |  |
| 1980. július 28. 17:00 |                      |     |                   |  |

| 1980. július 28. 18:00 | Spanyolország (ESP)  | 6–7 | Jugoszlávia (YUG) |  |
| 1980. július 28. 18:00 | (1–2, 1–1, 2–4, 2–0) |     |                   |  |
| 1980. július 28. 18:00 |                      |     |                   |  |

| 1980. július 29. 16:00 | Magyarország (HUN)   | 8–7 | Hollandia (NED) |  |
| 1980. július 29. 16:00 | (2–2, 2–1, 2–3, 2–1) |     |                 |  |
| 1980. július 29. 16:00 |                      |     |                 |  |

| 1980. július 29. 17:00 | Szovjetunió (URS)    | 8–7 | Jugoszlávia (YUG) |  |
| 1980. július 29. 17:00 | (3–2, 2–2, 1–0, 2–3) |     |                   |  |
| 1980. július 29. 17:00 |                      |     |                   |  |

| 1980. július 29. 18:00 | Spanyolország (ESP)  | 9–7 | Kuba (CUB) |  |
| 1980. július 29. 18:00 | (2–2, 4–1, 1–2, 2–2) |     |            |  |
| 1980. július 29. 18:00 |                      |     |            |  |

Végeredmény
| Csapat              | M | Gy | D | V | G+ | G– | Gk  | P  |
| ------------------- | - | -- | - | - | -- | -- | --- | -- |
| Szovjetunió (URS)   | 5 | 5  | 0 | 0 | 34 | 21 | +13 | 10 |
| Jugoszlávia (YUG)   | 5 | 3  | 1 | 1 | 34 | 32 | +2  | 7  |
| Magyarország (HUN)  | 5 | 3  | 0 | 2 | 32 | 30 | +2  | 6  |
| Spanyolország (ESP) | 5 | 2  | 0 | 3 | 28 | 31 | –3  | 4  |
| Kuba (CUB)          | 5 | 0  | 2 | 3 | 31 | 38 | –7  | 2  |
| Hollandia (NED)     | 5 | 0  | 1 | 4 | 26 | 33 | –7  | 1  |

| Az 1980. évi nyári olimpiai játékok férfi vízilabdatornájának olimpiai bajnoka |
| · SZOVJETUNIÓ · 2. cím                                                         |
| ------------------------------------------------------------------------------ |

## Végeredmény
| Helyezés | Csapat              | M | Gy | D | V | G+ | G– | Gk  | P  |
| -------- | ------------------- | - | -- | - | - | -- | -- | --- | -- |
| Arany    | Szovjetunió (URS)   | 8 | 8  | 0 | 0 | 58 | 31 | +27 | 16 |
| Ezüst    | Jugoszlávia (YUG)   | 8 | 5  | 2 | 1 | 58 | 42 | +16 | 12 |
| Bronz    | Magyarország (HUN)  | 8 | 5  | 1 | 2 | 51 | 44 | +7  | 11 |
| 4.       | Spanyolország (ESP) | 8 | 4  | 0 | 4 | 43 | 42 | +1  | 8  |
| 5.       | Kuba (CUB)          | 8 | 2  | 3 | 3 | 50 | 49 | +1  | 7  |
| 6.       | Hollandia (NED)     | 8 | 2  | 1 | 5 | 42 | 48 | –6  | 5  |
|          |                     |   |    |   |   |    |    |     |    |
| 7.       | Ausztrália (AUS)    | 8 | 5  | 1 | 2 | 45 | 39 | +6  | 11 |
| 8.       | Olaszország (ITA)   | 8 | 4  | 1 | 3 | 40 | 35 | +5  | 9  |
| 9.       | Románia (ROU)       | 8 | 4  | 2 | 2 | 51 | 41 | +10 | 10 |
| 10.      | Görögország (GRE)   | 8 | 2  | 0 | 6 | 44 | 50 | –6  | 4  |
| 11.      | Svédország (SWE)    | 8 | 1  | 1 | 6 | 31 | 63 | –32 | 3  |
| 12.      | Bulgária (BUL)      | 8 | 0  | 0 | 8 | 33 | 62 | –29 | 0  |

## Fordítás
- Ez a szócikk részben vagy egészben  a   Waterpolo op de Olympische Zomerspelen 1980 című holland Wikipédia-szócikk fordításán alapul.  Az eredeti cikk szerkesztőit annak laptörténete sorolja fel. Ez a jelzés csupán a megfogalmazás eredetét és a szerzői jogokat jelzi, nem szolgál a cikkben szereplő információk forrásmegjelöléseként.